# 木卫三十九
木卫三十九（S/2003 J 8，Hegemone，/hɪˈdʒɛməni/，hi-JEM-ə-nee；希腊语：Ηγεμόνη）， 又名Jupiter XXXIX，是木星的一个衛星。由斯科特·谢泼德所領導的夏威夷大學研究小組於2003年發現。
其直徑約為3公里，軌道平均半徑為23,703 Mm，軌道周期為745.500地球日，與黃道間的軌道傾角為153°（与木星赤道151°），運轉方向為逆行，軌道離心率为0.4077。
它在2005年3月被命名为Hegemone（赫革摩涅，是卡里忒斯（美惠三女神）之一，宙斯（Jupiter）的女儿。
它是帕西法尔卫星群中的成员，而帕西法尔衛星群是一群環繞木星逆行的不規則衛星，它們的軌道半長軸在22.8與24.1 Gm之間，且軌道傾角都在144.5°和158.3°之间。